# Tracy Cameron
Tracy Cameron (* 1. Februar 1975 in Truro, Nova Scotia) ist eine ehemalige kanadische Leichtgewichts-Ruderin.
Die 1,72 m große Tracy Cameron begann erst 2000 mit dem Rudersport. 2005 debütierte sie im Ruder-Weltcup. Bei den Weltmeisterschaften 2005 siegten Tracy Cameron, Mara Jones, Elizabeth Urbach und Melanie Kok im Leichtgewichts-Doppelvierer. 2006 gewann sie beim Weltcup in München im Leichtgewichts-Einer, in Luzern siegte sie mit Mara Jones im Leichtgewichts-Doppelzweier. Bei den Weltmeisterschaften in Eton belegten Jones und Cameron den vierten Platz. 2007 ruderten Lindsay Jennerich und Tracy Cameron im kanadischen Leichtgewichts-Doppelzweier. Nach zwei Podiumsplatzierungen im Weltcup belegten die beiden bei den Weltmeisterschaften in München den siebten Platz. 2008 starteten Tracy Cameron und Melanie Kok im Leichtgewichts-Doppelzweier. Beim Weltcup in Luzern belegten die beiden den dritten Platz hinter den Booten aus China und aus den Niederlanden, in Posen siegten die Kanadierinnen vor den Deutschen und den Australierinnen. Bei den Olympischen Spielen 2008 in Peking siegten die Niederländerinnen vor dem finnischen Doppelzweier. Kok und Cameron gewannen die Bronzemedaille mit vier Hundertstelsekunden Vorsprung auf das deutsche Boot. 
Nach einem Jahr Pause kehrte Cameron 2010 zurück in den Weltcup. Zusammen mit Katya Herman belegte sie beim Weltcup in Luzern den siebten Platz. Bei den Weltmeisterschaften in Neuseeland gewannen Cameron und Jennerich den Titel. 2011 gewannen Jennerich und Cameron beim Weltcup in Luzern. Bei den Weltmeisterschaften in Bled gewann Jennerich mit Patricia Obee die Silbermedaille. Tracy Cameron trat im Leichtgewichts-Einer an und belegte den sechsten Platz. 2012 trat Tracy Cameron im Alter von 37 Jahren noch einmal mit Lindsay Jennerich im Weltcup an, bei den Olympischen Spielen ruderten aber Jennerich und Obee.